# 第8飛行師団 (日本軍)
第8飛行師団（だいはちひこうしだん）は、日本陸軍の航空師団の一つ。

## 沿革
1944年（昭和19年）6月10日、東京の第1航空軍司令部で司令部が編成され、同月中に台湾の台北へ移動した。台湾および南西諸島の航空作戦を担当、台湾沖航空戦では海軍の指揮下で、来襲するアメリカ空母機動部隊航空隊を邀撃した。
沖縄戦では第6航空軍とともに特攻を主体として戦った。内地から師団に配属された特攻隊は、台湾まで到着することなく南九州で任務を受けて突入したものも少なくない。沖縄戦期間、突入した特攻隊は延べ30個隊・245名を数えている。司令部通称号は「誠18901」。

## 師団概要

### 歴代師団長
- （心得）山本健児 少将：1944年6月10日 - 1944年10月26日[1]
- 山本健児 中将：1944年10月26日 - 終戦[1]

### 歴代参謀長
- 古木重之 中佐：1944年6月10日[2] - 1944年9月2日
- 岸本重一 大佐：1944年9月2日 - 終戦[3]

### 最終司令部構成
- 参謀長：岸本重一大佐
- 高級参謀：石川寛一中佐
  - 参謀：川元浩中佐
  - 参謀：西篤少佐
  - 参謀：川野剛一少佐
- 高級副官：星光中佐
- 兵器部長：永石正久陸軍中佐
- 軍医部長：野呂文彦軍医少佐
- 経理部長：田中喜三主計中佐

### 最終所属部隊
戦闘部隊
- 第9飛行団：柳本栄喜大佐
  - 飛行第61戦隊（重爆）：堀川正三郎少佐
- 第22飛行団：藤田隆中佐
  - 飛行第17戦隊（三式戦）：高田義郎少佐
  - 飛行第19戦隊（三式戦）：栗山深春大尉
- 第25飛行団：山崎武治中佐 
  - 飛行第8戦隊（軽爆）：長屋義衛中佐
  - 飛行第10戦隊（司偵）：新沢勉中佐
  - 飛行第13戦隊（戦闘）：丸山公一少佐
  - 飛行第20戦隊（一式戦）：深見和雄少佐
  - 飛行第21戦隊（戦闘）：佐藤熈少佐
  - 飛行第24戦隊（戦闘）：庄司孝一少佐
  - 飛行第29戦隊（二式戦）：小野勇大尉
  - 飛行第50戦隊（戦闘）：河本幸喜少佐
  - 飛行第58戦隊（重爆）：中嶌隆弘少佐
  - 飛行第105戦隊（三式戦）：吉田長一郎少佐
  - 飛行第108戦隊（輸送）：古川日出夫中佐
  - 飛行第204戦隊（戦闘）：村上浩少佐
- 飛行第14戦隊（重爆）：朝山小二郎中佐
- 飛行第26戦隊（一式戦）：永田良平少佐
- 飛行第67戦隊（襲撃）：佐藤辰男少佐
- 第206独立飛行隊（対潜）：蓑毛松次中佐
  - 独立飛行第23中隊（戦闘）：大村信大尉
  - 独立飛行第46中隊（対潜）：

教導部隊
- 第3練成飛行隊（戦闘）：杉本明少佐
- 第7教育飛行隊（戦闘）：西島道助少佐
- 第8教育飛行隊（戦闘）：
- 第10航空教育隊：丸山茂夫中佐

飛行場部隊
- 第38航空地区司令部：鵜飼秀熊大佐 
  - 第138飛行場大隊：山本信清大尉 　 　
  - 第139飛行場大隊：金栗敏光少佐
- 第39航空地区司令部：小川清水大佐
  - 第156飛行場大隊：田岡禎二大尉
- 第42航空地区司令部：田中芳雄大佐 
  - 第157飛行場大隊：淵上正記大尉 　 　
  - 第158飛行場大隊：
- 第52航空地区司令部：楢木茂中佐 
  - 第187飛行場大隊：
- 第53航空地区司令部：大久保幸平中佐 
  - 第112飛行場大隊：酒井健一少佐 　 　 　
  - 第188飛行場大隊

通信関連部隊
- 第16航空通信連隊：宇佐川武雄中佐
- 第16航空通信隊：玉井三郎少佐
- 第21航空通信隊：小鷲武雄中佐
- 第8航空特種通信隊：
- 第9航空測量隊：
- 第82対空無線隊：

整備・補給関連部隊
- 独立整備隊：
- 第5野戦航空修理廠：河村孝三郎大佐
- 第5野戦航空補給廠：柿原功中佐
- 第10野戦気象隊：肥佐多弁中佐